# Movimento di liberazione nazionale
I movimenti di liberazione nazionale sono soggetti di diritto internazionale qualificati dalla loro legittimazione internazionale basata sul diritto all'autodeterminazione.
Il compito di procedere al riconoscimento dei movimenti di liberazione nazionale spetta in via generale all'Assemblea Generale delle Nazioni Unite.

## Caratteristiche
Ad un movimento di liberazione nazionale viene riconosciuto - tra gli altri - il diritto di usare la forza contro l'oppressore, e di combattere la cosiddetta guerra di liberazione per l'ottenimento dell'indipendenza. Il movimento di liberazione nazionale necessita di una qualche forma di organizzazione, ovvero di una qualsiasi struttura: questa è legittimata ad agire a suo nome sul piano internazionale. 
L'articolo 96.3 del primo Protocollo di Ginevra II del 1977 dispone infatti che i popoli, come tutti i soggetti di diritto internazionale (ivi compresi i Movimenti di Liberazione Nazionale), devono disporre di un apparato istituzionale che possa gestire le loro relazioni internazionali, al pari di uno Stato.

## Gli scopi
Vengono pertanto riconosciuti a motivo dei loro scopi, quali:
- la lotta per liberarsi dalla dominazione coloniale;
- la lotta per liberarsi da un regime razzista;
- la lotta per liberarsi da un'occupazione straniera.

## Le motivazioni
Un movimento di liberazione nazionale agisce in nome di un intero popolo; come aggregato organizzato di individui diviene destinatario legittimo delle norme del diritto internazionale; il più delle volte trattasi di un gruppo di esseri umani uniti da vincoli:
- etnici;
- religiosi;
- culturali;
- storici.